# Canabisul medicinal
Canabisul medicinal sau marijuana medicală (MMJ) este o formă de canabis și canabinoizi prescrise de medici pentru pacienții lor.   Utilizarea canabisului ca medicament nu a fost testată riguros din cauza restricțiilor de producție și guvernamentale, ceea ce a dus la un număr de mic cercetări clinice pentru a stabili siguranța și eficacitatea utilizării canabisului pentru tratarea bolilor. 
Cercetări preliminare au indicat că canabisul poate reduce greața și vărsăturile în timpul chimioterapiei și că poate reduce durerea cronică și spasmele musculare.  În privința canabisului sau canabinoiziilor neinhalabili, o recenzie din 2021 a constatat că acestea oferă o ameliorare redusă a durerii cronice și a tulburărilor de somn, și că au provocat mai multe efecte adverse tranzitorii, cum ar fi tulburări cognitive, greață și somnolență. 
Utilizarea pe termen scurt crește riscul de efecte adverse minore și majore.  Reacțiile adverse frecvente includ amețeli, senzație de oboseală, vărsături și halucinații.  Efectele pe termen lung ale canabisului nu sunt clare.  Efectele adverse posibile includ probleme de memorie și raționare, riscul de dependență, schizofrenia la tineri precum și riscul de ingestie accidentală la copii. 
Cu o tradiție veche de mii de ani, mai multe culturi au folosit canabisul în scopuri terapeutice.  Unele organizații medicale americane au cerut eliminarea canabisului din lista de substanțe controlate din Lista I controlată de guvernul federal al Statelor Unite, după care ar urma revizuire științifică și reglementare.   Alte organizații se opun legalizării acesteia, cum ar fi Academia Americană de Pediatrie. 
Canabisul medicinal poate fi administrat prin diferite metode, inclusiv capsule, pastile, tincturi, plasturi dermici, spray-uri orale sau dermice, produse comestibile și muguri uscați vaporizați sau fumați. În unele țări canabinoizii sintetici sunt disponibili pe bază de rețetă, cum ar fi dronabinol și nabilone. Țările care permit utilizarea medicală a canabisului integral includ Argentina, Australia, Canada, Chile, Columbia, Germania, Grecia, Israel, Italia, Țările de Jos, Peru, Polonia, Portugalia, Spania și Uruguay. În Statele Unite, 37 de state și Districtul Columbia au legalizat canabisul în scopuri medicale, după adoptarea Proiectului legislativ 215 din California în 1996.  Deși canabisul rămâne interzis la nivel federal pentru orice fel de utilizare, amendamentul Rohrabacher-Farr, adoptat în decembrie 2014, limitează capacitatea legii federale de a fi aplicată în statele în care canabisul medicinal a fost legalizat.

## Clasificare
Institutul Național pentru prevenția Abuzului de Droguri definește canabisul medicinal ca „folosirea întregii plante de marijuana neprocesate sau a extractelor ei de bază pentru a trata simptome de boli și a altor afecțiuni”. 
O plantă de canabis include peste 400 de substanțe chimice diferite, dintre care aproximativ 70 sunt canabinoizi.  Spre comparație, medicamentele standard aprobate de guvern conțin doar una sau două substanțe chimice.  Numărul mare de substanțe chimice active din canabis este unul dintre motivele principale pentru care tratamentul cu canabis este dificil de clasificat și de studiat. 
O recenzie din 2014 a afirmat că variațiile în raportul dintre CBD-THC în preparatele botanice și farmaceutice determină efectele terapeutice versus cele psihoactive (CBD atenuează efectele psihoactive ale THC  ) ale produselor de canabis. 

## Utilizări medicale

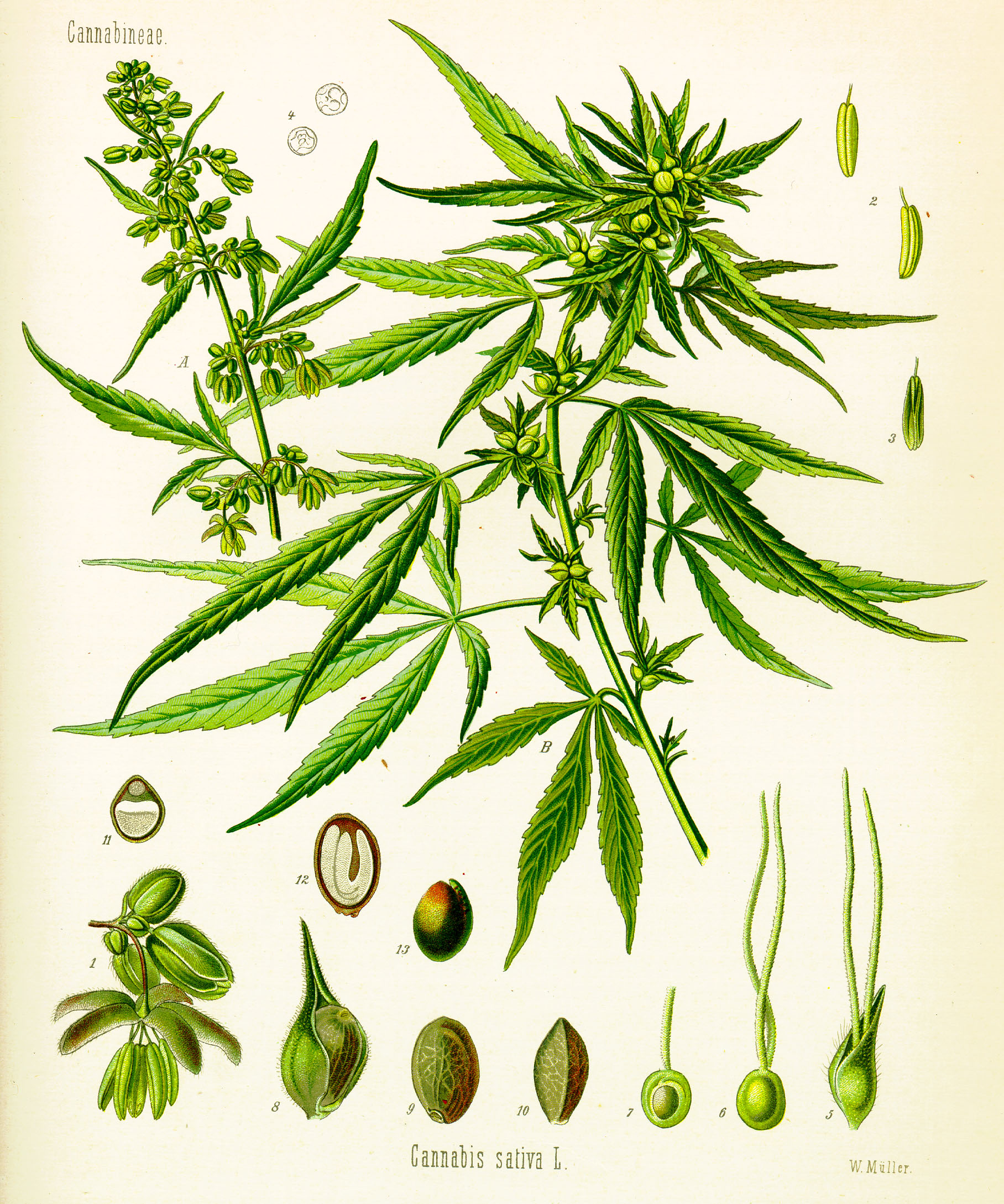
Canabisul, ilustrat în Cartea plantelor medicinale a lui Köhler, 1897

În general, cercetările asupra efectelor asupra sănătății ale canabisului medicinal au fost de o calitate scăzută. Nu este clar dacă acesta este un tratament util pentru orice afecțiune sau dacă efectele adverse depășesc beneficiile.  Nu există dovezi persistente cum că ar ajuta cu durerea cronică și cu spasmele musculare . 
Studii de calitate scăzută sugerează utilizarea sa pentru reducerea grețurilor în timpul chimioterapiei, îmbunătățirea apetitului în pacienții cu HIV/SIDA, îmbunătățirea calității somnului și gestionarea ticurilor în sindromul Tourette. Acolo unde tratamentele obișnuite s-au arătat ineficiente, canabinoizii au fost recomandați și pentru anorexie, artrită, glaucom  și migrenă.
Nu este clar dacă SUA ar putea contracara efectele adverse ale epidemiei de opioide prin prescrierea de canabis medicinal ca medicament alternativ pentru tratarea durerii. 
Canabisul nu trebuie utilizat în timpul sarcinii. 

### Efecte cognitive
Consumul recreațional de canabis este asociat cu deficit cognitiv, în special pentru cei care încep să consume canabis în adolescență. La data de 2021 erau insuficiente studii și cercetări privind efectele cognitive pe termen lung ale consumului de canabis în scopuri medicale, dar un studiu observațional de 12 luni a raportat că „pacienții care consumaseră MC au demonstrat îmbunătățiri semnificative în măsurătorile funcției executive și ale stării clinice pe parcursul a 12 luni”. 

### Impact asupra psihozei
Expunerea la THC poate provoca simptome psihotice tranzitorii acute la persoanele sănătoase precum și la persoanele cu schizofrenie. 
O meta-analiză din 2007 a concluzionat că consumul de canabis a redus vârsta medie de debut a psihozei cu 2,7 ani, comparativ cu non-consumatorii de canabis.  O meta-analiză din 2005 a concluzionat că consumul de canabis de către adolescenți crește riscul de psihoză și că riscul este legat de doză.  O recenzie din 2004 a concluzionat că consumul de canabis este asociat cu o creștere de două ori a riscului de psihoză, dar că consumul de canabis nu este „nici necesar, nici suficient” pentru a cauza psihoză.  O recenzie franceză din 2009 a ajuns la concluzia că consumul de canabis, în special cel înainte de vârsta de 15 ani, a fost unul din factorii contribuind la dezvoltarea tulburărilor schizofrenice. 

### Statut juridic

Statutul legal al canabisului medicinal (cu plante întregi) la nivel mondial
----
---- Vedeți și țările care au dezincriminat sau în care aplicarea este limitată.

Țările care au legalizat consumul medical de canabis includ Argentina,  Australia,  Brazilia,  Canada,  Chile,  Columbia,  Costa Rica,  Croația,  Cipru,  Republica Cehă,  Finlanda,  Germania,  Grecia,  Israel,  Italia,  Jamaica,  Liban,  Luxemburg,  Malta,  Maroc,  Țările de Jos,  Noua Zeelandă,  Macedonia de Nord,  Panama, [20] Peru,   Polonia, [  Portugalia,  Rwanda,  Spania,  Sri Lanka,  Elveția,  Thailanda,  Regatul Unit,  și Uruguay .  Alte țări au legi mai restrictive care permit doar utilizarea medicamentelor canabinoide izolate, cum ar fi Sativex sau Epidiolex .   Țările cu cele mai relaxate politici includ Canada  Țările de Jos,  Thailanda  și Uruguay  unde canabisul poate fi achiziționat fără prescripție medicală. În Mexic, conținutul de THC al canabisului medicinal este limitat la un procent.  În Statele Unite, legalitatea canabisului medicinal variază în funcție de stat. 
Canabisul și derivatele sale sunt reglementate în temeiul a trei tratate ale Națiunilor Unite : Convenția unică privind stupefiantele din 1961, Convenția din 1971 privind substanțele psihotrope și Convenția din 1988 împotriva traficului ilicit de narcotice și substanțe psihotrope .  Canabisul este clasificat drept drog din Lista I în conformitate cu tratatul Convenției unice, ceea ce înseamnă că utilizarea medicală este permisă, dar este considerat a fi un drog care creează dependență cu un risc serios de abuz – împreună cu alte droguri precum opiu și cocaina.  Înainte de decembrie 2020, fusese inclus și în Lista IV, un subset al Anexei I, care este doar pentru cele mai periculoase droguri, cum ar fi heroina și fentanilul.  Națiunile membre ale Comisiei ONU pentru Droguri Narcotice au votat cu 27-25 pentru eliminarea acestuia din Lista IV la 2 decembrie 2020,  în urma unei recomandări a Organizației Mondiale a Sănătății pentru eliminare în ianuarie 2019.  